# بندباز (فیلم ۱۹۵۶)
بندباز فیلمی است که در سال ۱۹۵۶ به کارگردانی کارول رید ساخته شد. برت لنکستر و تونی کورتیس و جینا لولوبریجیدا در این فیلم بازی می‌کردند.
در ایران سینما مولن روژ (سینما سروش) در ۲۴ مهر ۱۳۳۵ با اکران این فیلم فعالیت خود را آغاز کرد.